# Zbigniew Zalewski (wojskowy)
Zbigniew Juliusz Zalewski (ur. 14 kwietnia 1941 w Tarażu, woj. wołyńskie) – generał broni Wojska Polskiego w stanie spoczynku.

## Życiorys
Przed wstąpieniem do WP ukończył liceum ogólnokształcące. W latach 1959–1962 był podchorążym Oficerskiej Szkoły Samochodowej w Pile. 1 września 1962 promowany na stopień podporucznika w korpusie oficerów wojsk technicznych. Następnie rozpoczął służbę w 20 Dywizji Pancernej w Szczecinku na stanowisku dowódcy plutonu w 67 Batalionie Transportowym. Następnie został dowódcą kompanii w 20 Batalionie Zaopatrzenia (1965–1970).
W latach 1970–1973 studiował w Akademii Sztabu Generalnego WP w Rembertowie na kursie ogólnowojskowym. Po studiach został wyznaczony na szefa sztabu – zastępcę dowódcy 28 Pułku Czołgów w Czarnem. W 1975 odbył roczny staż w Oddziale Operacyjnym Dowództwa Pomorskiego Okręgu Wojskowego w Bydgoszczy. W 1976 roku został wyznaczony na dowódcę 9 Pułku Zmechanizowanego 12 Dywizji Zmechanizowanej w Stargardzie Szczecińskim. Pułk, którym dowodził, był w dwukrotnie (1977, 1978) wyróżniany jako „Przodująca jednostka WP”.
W 1978 roku został szefem sztabu – zastępcą dowódcy 16 Dywizji Pancernej w Elblągu, a od marca 1980 do lipca 1982 dowodził 8 Dywizją Zmechanizowaną w Koszalinie. W 1981 dowodzona przez niego dywizja otrzymała tytuł „Przodującego Związku Taktycznego WP”.
Po ukończeniu Wojskowej Akademii Sztabu Generalnego Sił Zbrojnych ZSRR im. K. Woroszyłowa w 1984 r. został skierowany do Sztabu Generalnego WP na stanowisko zastępcy szefa Zarządu I Operacyjnego. W lipcu 1986 został pierwszym zastępcą szefa sztabu Warszawskiego Okręgu Wojskowego.
W 1986 r. na mocy uchwały Rady Państwa został awansowany do stopnia generała brygady. Nominację wręczył mu w Belwederze 10 października 1986 przewodniczący Rady Państwa gen. armii Wojciech Jaruzelski. Od stycznia 1988 roku został skierowany do służby w Pomorskim Okręgu Wojskowym na stanowisku szefa sztabu – zastępcy dowódcy okręgu, a od 4 września 1989 roku przez trzy lata dowodził tymże okręgiem (do września 1992). Zrealizował wiele zadań związanych z dostosowaniem okręgu do funkcjonowania w nowych warunkach ustrojowych po 1989.
7 maja 1990 awansowany na stopień generała dywizji. Nominację wręczył mu w Belwederze prezydent RP gen. armii Wojciech Jaruzelski.
Od września 1992 był szefem Inspektoratu Logistyki – zastępcą szefa Sztabu Generalnego WP tworząc nowy pion Sił Zbrojnych – logistykę, powstałą na bazie dotychczasowych pionów kwatermistrzostwa i techniki. Było to przybliżenie WP do rozwiązań funkcjonujących w ramiach NATO.
3 maja 1996 r. na mocy postanowienia prezydenta RP Aleksandra Kwaśniewskiego otrzymał awans do stopnia generała broni, a w listopadzie tego roku został wyznaczony na dowódcę Wojsk Lądowych, którym był do 30 września 2000 roku. Przeprowadził zasadnicze reformy tego rodzaju sił zbrojnych umożliwiające ich wprowadzenie w struktury NATO w 1999 roku. Wniósł duży wkład w przygotowanie wojsk lądowych do udziału w misjach pokojowych i operacjach poza granicami kraju. Miał duży udział w sformowaniu Wielonarodowego Korpusu Północno-Wschodni oraz batalionu polsko-litewskiego i batalionu polsko-ukraińskiego.
Zawodową służbę wojskową zakończył 11 kwietnia 2001 roku przechodząc w stan spoczynku. W latach 2001–2005 był członkiem Rady Ochrony Pamięci Walk i Męczeństwa, gdzie reprezentował Kancelarię Prezydenta Rzeczypospolitej Polskiej. Od września 2004 był wiceprezesem Klubu Generałów Wojska Polskiego.

## Awanse[4]
- podporucznik – 1962
- porucznik – 1965
- kapitan – 1969
- major – 1974
- podpułkownik – 1977
- pułkownik – 1980
- generał brygady – 1986
- generał dywizji – 1990
- generał broni – 1996

## Życie prywatne
Syn Ryszarda i Heleny z Zakrzewskich. Mieszka w Warszawie. Żonaty z Haliną, jeden syn.

## Ordery i odznaczenia
- Krzyż Komandorski Orderu Odrodzenia Polski – 28 września 2000[6]
- Krzyż Oficerski Orderu Odrodzenia Polski – 1988
- Krzyż Kawalerski Orderu Odrodzenia Polski – 1981
- Złoty Medal „Siły Zbrojne w Służbie Ojczyzny” – 1983
- Złoty Medal „Za zasługi dla obronności kraju” – 1982
- Krzyż Honorowy Bundeswehry – 2000
- Commander Legii Zasługi – 1998
- Wpis do Honorowej Księgi MON – 2000